# (1969) Alain
Alain és l'asteroide número 1969. Va ser descobert per l'astrònom Sylvain Julien Victor Arend des de l'observatori d'Uccle (Bèlgica), el 3 de febrer de 1935. La seva designació provisional era 1935 CG.